# Eparchia di Čeboksary

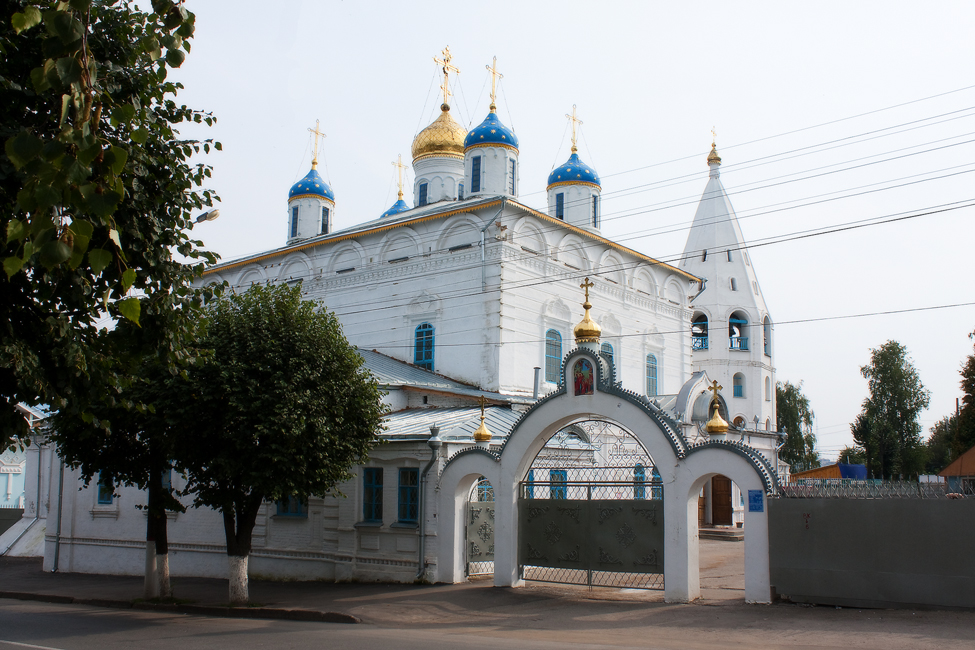
La cattedrale della Presentazione di Maria al Tempio di Čeboksary.

L'eparchia di Čeboksary (in russo Чебоксарская епархия?) è una diocesi della Chiesa ortodossa russa, appartenente alla metropolia della Ciuvascia.

## Territorio
L'eparchia comprende la parte nord-occidentale della Ciuvascia.
Sede eparchiale è la citta di Čeboksary, dove si trova la cattedrale della Presentazione di Maria al Tempio.
L'eparca ha il titolo ufficiale di «metropolita di Čeboksary e Ciuvascia».

## Storia
L'eparchia è stata eretta nel 1945, ricavandone il territorio dall'eparchia di Kazan'.
Il 4 ottobre 2012 ha ceduto porzioni di territorio a vantaggio dell'erezione delle eparchie di Alatyr' e di Kanaš e contestualmente è entrata a far parte della metropolia della Ciuvascia.